# HD 169830 b
HD 169830 b는 궁수자리 방향으로 지구로부터 약 118.4광년 떨어진 곳에 있는 외계 행성이다. b는 항성으로부터 0.8 천문단위 떨어져 있는데, 이는 태양~금성 간격보다 조금 더 먼 정도이다. 공전 주기는 약 226일이다. 최소 질량이 목성의 3배에 이르는 것으로 보아, b는 암석이 아니라 가스로 이루어진, 목성이나 토성과 비슷한 가스 덩어리일 것으로 보인다.

## 같이 보기
- HD 169830 c

## 참고 문헌
- (영어) Naef;  외. (2001). “The CORALIE survey for southern extrasolar planets V. 3 new extrasolar planets”. 《Astronomy and Astrophysics》 375: 205–218. 2008년 10월 21일에 원본 문서에서 보존된 문서. 2009년 6월 21일에 확인함.
- (영어) Mayor;  외. (2004). “The CORALIE survey for southern extra-solar planets XII. Orbital solutions for 16 extra-solar planets discovered with CORALIE”. 《Astronomy and Astrophysics》 415: 391–402. doi:10.1051/0004-6361:20034250. 2006년 2월 23일에 원본 문서 (요약)에서 보존된 문서. 2012년 8월 1일에 확인함.